# Ormuzdia cameratella
Ormuzdia cameratella är en fjärilsart som beskrevs av Hans Georg Amsel 1954. Ormuzdia cameratella ingår i släktet Ormuzdia och familjen mott. Inga underarter finns listade i Catalogue of Life.